# Pseudo-Aristòtil
Pseudo-Aristòtil és la denominació que s'ha donat als autors d'obres que intentaren fer-se passar per escrits d'Aristòtil, sense ser-ho, o que se li atribuïren en algun determinat moment a ell i després es comprovà que tal atribució era errònia.
Alguns d'aquests llibres es poden situar en un marc temporal coetani d'Aristòtil, i altres s'elaboraren en segles posteriors i fins i tot alguns en sorgiren en el món àrab a l'edat mitjana.
Dins d'aquestes obres falsament atribuïdes a Aristòtil es distingeixen les que s'integraren en un primer moment en l'anomenat Corpus aristotelicum i les que no hi figuraren.

## DelCorpus aristotelicum
| Nom en català                       | Nom en grec                        | Nom en llatí                  | Observacions |
| ----------------------------------- | ---------------------------------- | ----------------------------- | --- |
| Del món                             | Περὶ κοσμοῦ                        | De mundo                      | Fins a l'edat mitjana es considerava d'Aristòtil però des d'Erasme de Roterdam es creu que és obra d'un escèptic del s. I.                                                                   |
| De l'esperit                        | Περὶ πνεύματος                     | De spiritu                    | S'ha suposat que és obra del s. III ae. |
| Dels colors                         | Περὶ χρωμάτων                      | De coloribus                  | S'atribueix a Teofrast o a un peripatètic del seu entorn. |
| Dels audibles                       | Περὶ ἀκουστῶν                      | De audibilibus                | Suposadament és del s. III ae. |
| Fisiognòmica                        | Φυσιογνωμονικῶν                    | Physiognomonica               | Encara que les tesis que defensa tenen l'origen en Aristòtil, la redacció de l'obra no és aristotèlica.                                                                                      |
| De les plantes                      | Περὶ φυτῶν                         | De plantis                    | El text que s'ha conservat és una traducció llatina d'un text àrab que fou novament traduït al grec. És atribuït per alguns a Nicolau Damascé.                                               |
| Audibles admirables                 | Περὶ θαυμασίων ἀκουσμάτων          | Mirabilibus auscultationibus  | Probablement és del s. III ae. |
| Mecànica                            | Προβληματα μηχανικά                | Problemata mechanica          | Sol situar-se a principis del s. III ae. |
| De la indivisibilitat de les línies | Περὶ ἀτόμων γραμμῶν                | De lineis insecabilibus       | Diògenes Laerci l'atribuí a Teofrast. |
| Llocs i noms dels vents             | Ἀνέμων θέσεις καὶ προσηγορίαι      | Ventorum situs et cognomina   | Se suposa que l'escrigué un autor peripatètic de l'època de Teofrast o posterior. |
| Sobre Melis, Xenòfans i Gòrgies     | Περὶ Μελισσου, Ξενοφάνους, Γοργίου | De Melisso, Xenophane, Gorgia | Se'n discuteix l'autenticitat: alguns historiadors creuen que podia ser d'Aristòtil, tot i que sol atribuir-se a un peripatètic del s. III ae o a un peripatètic eclèctic del s. I.          |
| De virtuts i vicis                  | Περὶ ἀρετῶν καὶ κακίων             | De virtutibus et vitiis       | Procedeix de l'època de Teofrast. |
| Econòmics                           | Οἰκονομικῶν                        | Oeconomica                    | Tractat dividit en tres llibres que podrien ser de diferents autors, des de peripatètics fins a estoics. Fou elaborat probablement entre els s. II i I ae.                                   |
| Retòrica per a Alexandre            | Ῥητορικὴ πρὸς Ἀλέξανδρον           | Rhetorica ad Alexandrum       | L'obra s'atribueix a Anaxímenes de Làmpsac i pertany al segle iv aC. La carta de dedicatòria a Alexandre el Gran que hi figura no es considera autèntica, des de temps d'Erasme de Roterdam. |

## Fora delCorpus aristotèlic
| Nom en català                           | Nom en grec | Nom en llatí           | Observacions                                                              |
| --------------------------------------- | ----------- | ---------------------- | ------------------------------------------------------------------------- |
| Llibre de les causes                    |             | Liber de causis        | Albert el Gran la considerà d'Aristòtil.                                  |
| Llibre de la poma                       |             | Liber de pom           |                                                                           |
| Problemes no publicats                  |             | Problemata inedita     | Se suposa que és obra d'un compilador posterior a Alexandre d'Afrodísies. |
| El secret dels secrets                  |             | Secretum secretorum    |                                                                           |
| Llibre de les pedres                    |             | De lapidibus           | Coneguda pel món àrab.                                                    |
| Teologia d'Aristòtil                    |             | Theologia aristotelica | Coneguda pel món àrab.                                                    |
| Càstigs d'Aristòtil a Alexandre el Gran |             |                        |                                                                           |